# Henry Tuilagi
Enele Tuilagi, detto Henry (Fogapoa, 12 agosto 1976), è un rugbista a 15 samoano, terza linea centro del Perpignano.

## Biografia
Secondo di sette fratelli, sei dei quali nel rugby professionistico (suo fratello maggiore Freddie, poi Alesana, Anitele'a e Vavae, tutti rappresentanti Samoa, e il più giovane Manu internazionale per l'Inghilterra), Henry Tuilagi giunse in Europa nel 2002, ingaggiato dal Parma insieme a suo fratello Alesana; la stagione successiva fu al Leicester Tigers, squadra già di suo fratello Freddie; in Inghilterra rimase quattro stagioni, nel corso delle quali si aggiudicò un titolo di Premiership.
Ad agosto 2007 Tuilagi si trasferì in Francia al Perpignano, inizialmente con un impegno per due stagioni, poi prolungato.
Con il club dei Pirenei ha vinto un titolo di campione di Francia nel 2008-09.
In Nazionale samoana vanta 10 presenze tra il 2002 e il 2009; l'esordio fu ad Apia contro Figi in occasione della qualificazione alla Coppa del Mondo di rugby 2003, alla quale tuttavia non prese parte.
Fu convocato alla Coppa del Mondo di rugby 2007 in Francia nonostante quasi cinque anni d'assenza dalla Nazionale e disputò il suo incontro più recente nel novembre 2009 ad Ascoli Piceno, una sconfitta 6-24 contro l'Italia.

## Palmarès
- Premiership: 1
Leicester: 2006-07
- Coppe Anglo-Gallesi: 1
Leicester: 2006-07
- Campionati francesi: 1
Perpignano: 2008-09